# Field Aviation
Die Field Aviation, die bis auf das letzte Jahr ihres Bestehens als FTG Air Service Flugcharter firmierte, war eine deutsche Fluggesellschaft mit Sitz in Köln. Sie ging 1991 in der WDL Flugdienst, der heutigen WDL Aviation, auf.

## Geschichte
Die Field Aviation wurde 1985 von Heinz Barth als Teil seiner Finanz-Treuhand-Gesellschaft, kurz FTG, unter dem Namen FTG Air Service Flugcharter gegründet und betätigte sich unter anderem im Geschäftsreiseflug sowie Päckchenfrachtdienst.
Im Jahre 1990 erfolgte die Umbenennung des bis dahin als FTG Air Service Flugcharter firmierenden Unternehmens zur weiterhin in Köln ansässigen Field Aviation. Die Field Aviation betätigte sich im Frachtflugverkehr und ging schließlich zum 30. September 1991 in der ebenfalls in Köln ansässigen WDL Flugdienst auf und bildete später die WDL Aviation; in der Folgezeit kümmerte sich die Field Aviation innerhalb der WDL-Gruppe vor allem um die Instandhaltung der Fokker-F-27-Flotte.
Im Rahmen der Miet- und Paunsdorf-Center-Affäre rund um den damaligen sächsischen Ministerpräsident Kurt Biedenkopf wurde 2001 bekannt, dass letzterer zwischen 1991 und 1997 insgesamt zwölfmal auf Flüge von Heinz Barth zurückgegriffen hatte; Biedenkopf hatte vor einem Untersuchungsausschuss des Landtags zuvor allein von zwei bis drei bezahlten Flügen mit der FTG gesprochen. Dabei erfolgte der Transport in neun Fällen unentgeltlich durch die FTG, in drei anderen Fällen auf Biedenkopfs Einladung. Die Angelegenheit gestaltete sich problematisch, da Teile der sächsischen Landesbehörden 1996 auf Anweisung des Ministerpräsidenten Büros in dem von seinem Freund, dem besagten FTG-Inhaber und Bauunternehmer Barth, errichteten Paunsdorf Center in Leipzig bezogen hatten – dies zu erhöhten Mieten, die 1996 vom Landesrechnungshof gerügt worden waren.

## Flotte

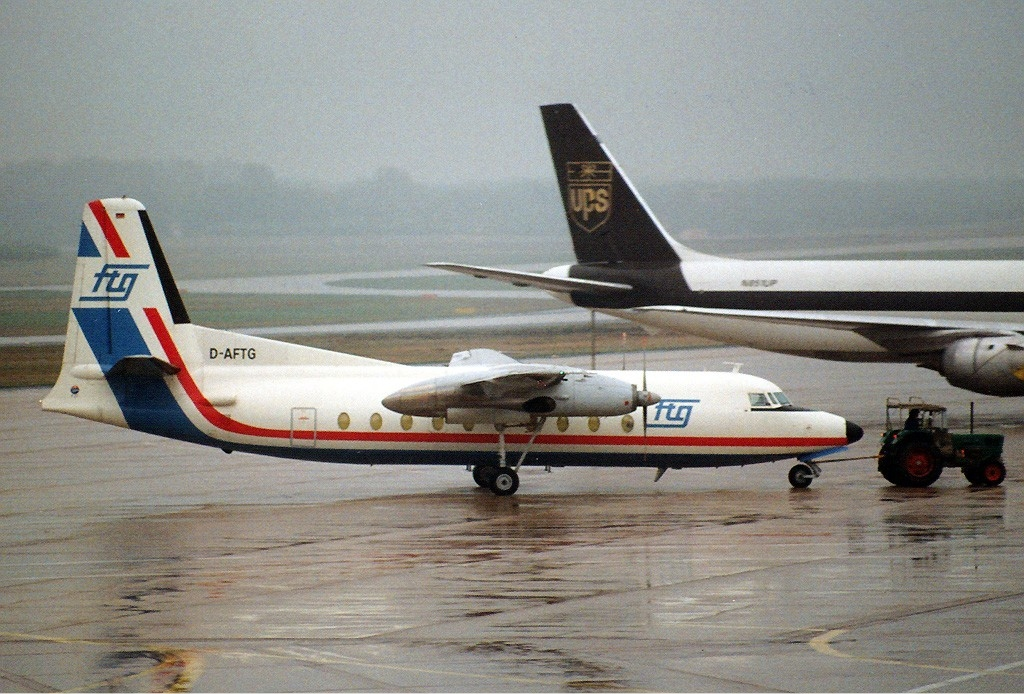
Fokker F-27-600 (D-AFTG) der FTG Air Service, April 1990

Die für das Jahr 1991 – vor der Fusion mit dem WDL Flugdienst – dokumentierte Flotte setzte sich aus den nachstehenden sechs Maschinen zusammen:
| Flugzeugtyp     | Anzahl | Luftfahrzeugkennzeichen Werknummer | Anmerkungen                 |
| --------------- | ------ | ---------------------------------- | --------------------------- |
| Fokker F-27-100 | 3      | D-BAKA 10198                       | von WDL Flugdienst gemietet |
| Fokker F-27-100 | 3      | D-BAKI 10102                       | von WDL Flugdienst gemietet |
| Fokker F-27-100 | 3      | D-BAKO 10106                       | von WDL Flugdienst gemietet |
| Fokker F-27-200 | 1      | D-BAKU 10137                       | von WDL Flugdienst gemietet |
| Fokker F-27-600 | 2      | D-AARS 10450                       | von LKA gemietet            |
| Fokker F-27-600 | 2      | D-AFTG 10433                       | von LKA gemietet            |

In den Jahren des Bestehens betrieb man darüber hinaus unter anderem auch Maschinen der Typen Swearingen Merlin IV, Cessna 404 und Cessna Citation I. Ferner wurden Ende 1991 drei Tupolew Tu-134A von der Vebeg erworben, die das Unternehmen anschließend mit kroatischen Luftfahrzeugkennzeichen versah und am Flugplatz Neuhardenberg durch Interflug-Personal instand setzen ließ.

## Zwischenfälle
- Am 24. Februar 1990 kam es an Bord einer Fokker F-27-600 (Luftfahrzeugkennzeichen D-AELB) der FTG zu einem beidseitigen Triebwerksausfall und Abriss des rechten Motors von der Tragfläche. Die Besatzung hatte im Rahmen eines Übungsflugs zuvor den Strömungsabriss in Landekonfiguration geprobt, worauf die Motoren mit Überhitzung und Vibrationen reagierten. Die anschließende Notlandung auf einem Feld in der Nähe von Bergisch Gladbach, etwa 12 Kilometer nördlich des Startflughafens Köln/Bonn, glückte und die zweiköpfige Besatzung konnte sich in Sicherheit bringen, die Maschine jedoch brannte aus und musste abgeschrieben werden.[13]